# Vasilij Sokolov
Vasilij Nikolaevič Sokolov (in russo Василий Николаевич Соколов?; Jarcevo, 30 gennaio 1912 – Mosca, 3 luglio 1981) è stato un allenatore di calcio e calciatore sovietico, di ruolo difensore.
Tra la fine degli anni trenta e l'inizio degli anni cinquanta, ha giocato con lo Spartak Mosca vincendo due campionati e cinque coppe sovietiche. Da manager, ha allenato lo Spartak Mosca, vincendo due campionati di fila, lo Spartak Minsk, la Dinamo Tbilisi, lo Shakhtar Donetsk, il Neftjanik Baku e il Moldova Kishinev e come commissario tecnico ha guidato URSS, Repubblica del Congo e Ciad.

## Palmarès

### Giocatore
- Campionato sovietico: 2

Spartak Mosca: 1938, 1939
- Coppa dell'URSS: 5

Spartak Mosca: 1938, 1939, 1946, 1947, 1950

### Allenatore
- Campionato sovietico: 2

Spartak Mosca: 1952, 1953